# Aero Designs Pulsar
Aero Designs Pulsar — сверхлегкий двухместный самолёт. Доступен в моделях Pulsar, Pulsar XP, Pulsar Series II, Pulsar III, Pulsar SP100 и Super Pulsar.

## Разработка и развитие
Самолёт разработан в США Марком Брауном и изначально производился компанией Aero Designs из Сан-Антонио, Техас. Впервые был представлен в 1985 году. Позже самолет производился компанией Skystar Aircraft в Нампе, штат Айдахо, а после компанией Pulsar Aircraft в Эль Монте, Калифорния. Каждый производитель представлял новые усовершенстванные модели.
Aero Designs Pulsar является усовершенствованной моделью самолёта Star-Lite. Конструктивно является одномоторным, с тянущим воздушным винтом, двухместным низкопланом. Расположение пилотов «плечом к плечу». Имеет сдвигаемый фонарь кабины, не убирающееся трехколёсное шасси велосипедного типа. Так же выпускался в варианте с хвостовым колесом. Самолет изготовлен из композитных материалов.

## Тактико-технические характеристики
Технические характеристики
- Экипаж: 1 чел.
- Пассажировместимость: 1 чел.
- Длина: 6,09 м
- Размах крыла: 7,6 м
- Высота: 1,8 м
- Площадь крыла: 7,4 м²
- Силовая установка: 1 ×  Rotax 582, Rotax 912UL, Rotax 912ULS, Rotax 914 turbo, Takeoff BMW R1100S,
- Мощность двигателей: 1 × 65-115 л.с.

Лётные характеристики
- Максимальная скорость: 306 км/ч
- Крейсерская скорость: 290 км/ч
- Скорость сваливания: 79 км/ч
- Практический потолок: 5200 м
- Скороподъёмность: 8,6 м/c
- Нагрузка на крыло: 73 кг/м²

## Модели
Все модели Aero Designs Pulsar имеют размах крыла 7,6 метров, закрылки, крылья площадью 7,4 квадратных метров и аэродинамический профиль крыла NASA MS(1)-0313. Допустимая мощность двигателя варьируется от 64 до 115 л.с. или 48-86 кВт.

### Pulsar
Был впервые представлен в 1985 году компанией Aero Designs. В модели Pulsar стандартно использовались двухтактные двигатели Rotax 532 мощностью 64 л.с. (48 кВт) и Rotax 582 мощностью 65 л.с. (48 кВт).

### Pulsar XP

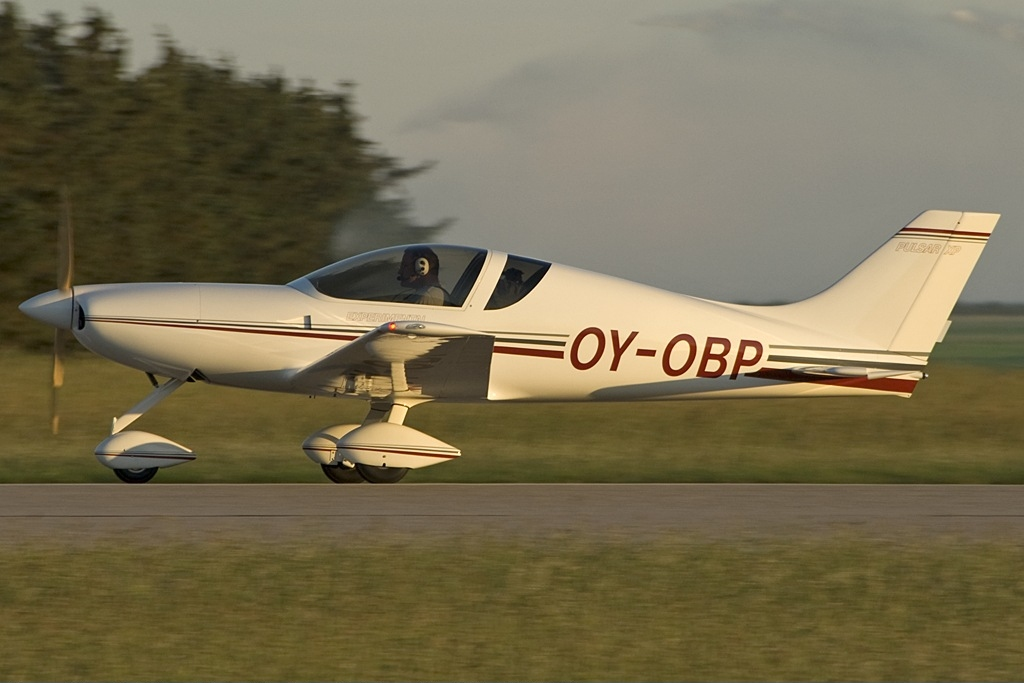
Pulsar XP

Pulsar XP является модернизированной моделью с увеличенной максимальной взлетной массой, также носит название Pulsar XP912. Произведён и представлен компанией Aero Designs в 1992 году. В Pulsar XP использовались четырёхтактные двигатели Rotax 912UL мощностью 80 л.с. (60 кВт), Rotax 912ULS мощностью 100 л.с. (75 кВт), Rotax 914 turbo мощностью 115 л.с. (86 кВт) и Takeoff BMW R1100S мощностью 98 л.с. (76 кВт).

### Pulsar Series II
Усовершенствованный Pulsar XP, производился компанией SkyStar Aircraft. Как и Pulsar XP имел четырёхтактные двигатели Rotax 912ULS мощностью 100 л.с. (75 кВт) и Rotax 914 turbo мощностью 115 л.с. (86 кВт).

### Pulsar III
Pulsar III производился компанией Pulsar Aircraft с 1989 года. К 2005 году было изготовлено более 500 самолётов. Серийные номера начиная с 400 были зарезервированы для вариантов предназначенных к сертификации под стандарты JAR-VLA и EASA. Усовершенствованная модель, сo стандартным четырехтактным двигателем Rotax 912UL мощностью 80 л.с. (60 кВт), Jabiru 2200 мощностью 85 л.с. (63 кВт) или BMW R1100S мощностью 98 л.с. (76 кВт). Выпускался с трехколесным шасси или с хвостовым колесом.

### Pulsar SP100
Super Pulsar был представлен в 2001 году компанией Pulsar Aircraft. Имел четырёхтактные двигатели Rotax 912UL мощностью 80 л.с. (60 кВт) или Jabiru 3300 мощностью 120 л.с. (89 кВт). Так же использовались двигатели Continental и Lycoming.